# Robotino

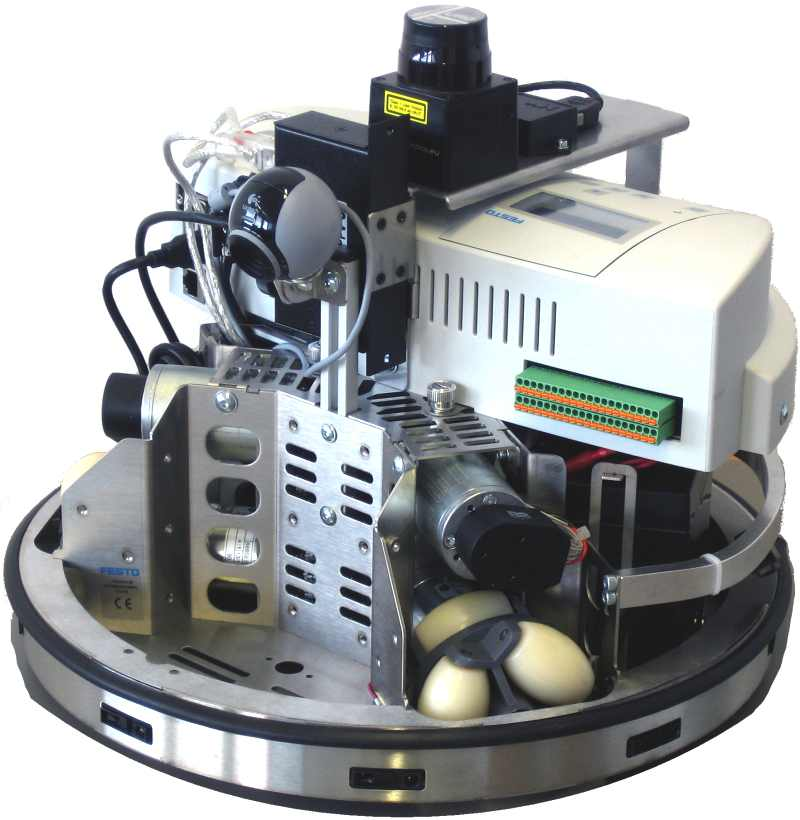
Robotino, оснащённый дальномером Hokuyo URG-04LX-UG01

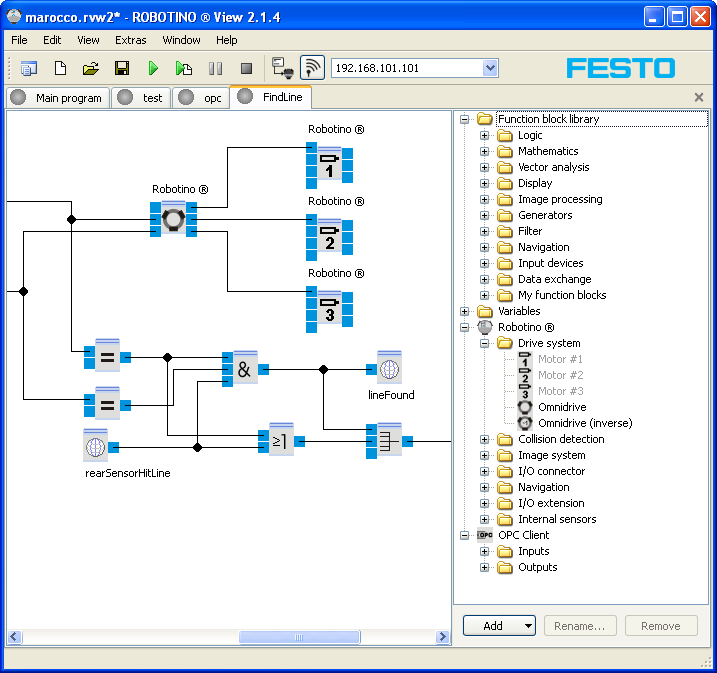
Процесс работы в Robotino View 2 (вид вспомогательной программы)

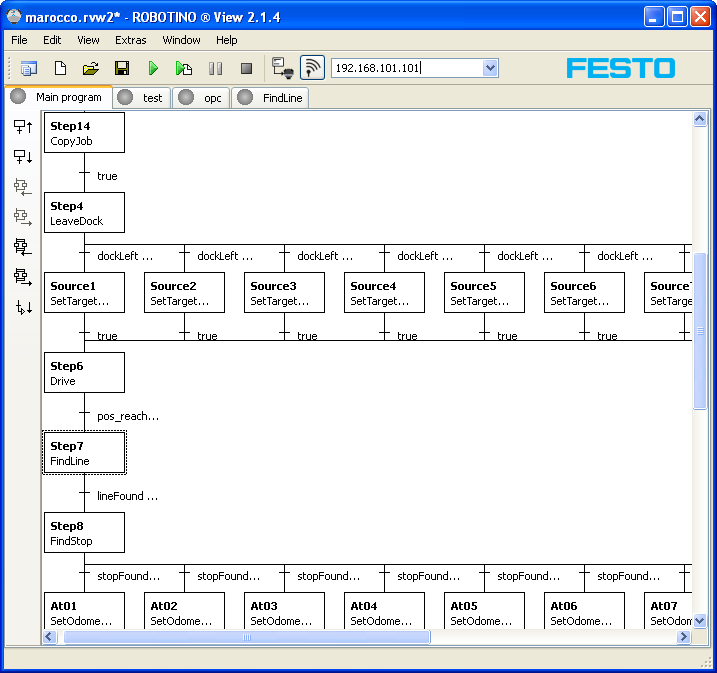
Процесс работы в Robotino View 2 (вид главной программы)

Robotino (рус. Роботино) — робот для обучения и исследовательских целей, производящийся компанией Festo Didactic.

## Устройство
В основе Robotino лежит система из трёх всенаправленных двигателей, позволяющих роботу перемещаться по плоскости в любом направлении и с регулируемой скоростью. Контроль над ними осуществляется встроенным компьютером, возможностей которого достаточно для того, чтобы прокладывать для робота маршруты, по которым тот сможет перемещаться автономно. Кроме того, компьютер считывает показания всех встроенных в робот сенсоров. Наконец, компьютер даёт возможность пользователю осуществлять управление роботом.
Для пользователей, чьи навыки программирования роботов невелики, существует программный продукт RobotinoView 2. Для более умелых пользователей предусмотрена поддержка роботом таких сред разработки, как C, C++, Java, .NET, MATLAB, Simulink, LabVIEW и Microsoft Robotics Developer Studio.

## Аппаратное обеспечение
Система двигателей включает в себя три колеса; каждое из них приводится в движение отдельным двигателем. Оси колёс расположены под углом 120° друг у другу. По всему основанию Robotino расположен мягкий бампер, способный работать в качестве сенсора, там же расположены инфракрасные дальномеры и датчики угла поворота. Над ними закреплена VGA-камера и монитор, на котором отображается состояние робота. Дополнительно робот можно оснастить высокоточным лазерным сканером, гироскопом, поставить вместо видеокамеры Kinect и систему позиционирования в помещении.